# Nicolau de Capraia
Nicolau de Capraia era fill de Guillem de Capraia i fou associat al govern del jutjat d'Arborea per Marià II, però aquest més tard el va fer empresonar i es va apoderar de tot el poder, tant a Arborea com a la part del jutjat de Càller que governava, i que Marià va perdre ràpidament a mans del cosí de Nicolo, Anselm de Capraia; però la va recuperar el 1287, i Anselm fou derrotat i mort. Nicolau fou assassinat per ordre de Marià vers el 1274.